# Церковь Рождества Пресвятой Богородицы (Сремска-Каменица)
Церковь Рождества Пресвятой Богородицы (серб. Црква Рођења Пресвете Богородице) — православный храм Сремской епархии Сербской православной церкви в городе Сремска-Каменица (часть Нови-Сада) в Сербии. Памятник культуры Сербии большого значения.
Церковь была построена в период с 1737 по 1744 год на месте более ранней церкви Введения во Храм Пресвятой Богородицы. Ктитором нового храма стал протопресвитер Живан Црногорац. Работы по украшению церкви были завершены в 1758 году.
Храм построен в моравском стиле с элементами барокко и представляет собой однонефное строение с цилиндрическим сводом. Фасад церкви сделан из камня и кирпича. С северной и южной стороны церкви выступают прямоугольные хоры, образуя таким образом подобие креста. С восточной стороны размещена пятигранная апсида. Купол храма расположен на десятигранном барабане, который в свою очередь помещён на кубическом основании, поддерживаемом четырьмя колоннами. В середине XVIII века к храму была пристроена каменная колокольня в стиле барокко.
В 1753 году Иов Васильевич и Василий Остоич расписали иконостас храма. Ими также была расписана апсида и свод церкви. В 1797 году Марком Вуятовичем была сделана новая алтарная преграда, резьба которой объединяет элементы барокко и классицизма. Верхний ряд нового иконостаса написан Теодором Крацуном, также в иконостас помещены иконы, написанные Амвросием Янковичем и Стефаном Гавриловичем. Работы над иконостасом были завершены в 1800 году. Богородичный трон был расписан в 1876 году Михайлом Радосавлевичем.